# Cyclopropénylidène
Le cyclopropénylidène, ou c-C3H2, est une espèce chimique cyclique aromatique de formule :C3H2. Il s'agit d'un radical organique de la classe des carbènes, très réactif de sorte qu'il ne se rencontre sur Terre qu'en laboratoire. Il est en revanche abondant dans le milieu interstellaire, où son isomère linéaire, le propadiénylidène ℓ-C3H2 de formule :C=C=CH2, est également présent mais à une concentration inférieure d'un ordre de grandeur.
Il est formé essentiellement par la recombinaison dissociative de l'ion c-C3H3+, lui-même issu d'une longue chaîne de réactions impliquant diverses espèces chimiques hydrocarbonées.
c-C3H3+ + e− → c-C3H2 + H.
Il peut également être formé par protonation de l'ammoniac NH3 par c-C3H3+, mais cette réaction contribue pour moins de 1 % à la formation totale de c-C3H2 dans les conditions interstellaires standard.
Le cyclopropénylidène est détruit essentiellement par des réactions avec d'autres espèces chimiques, et avant tout par protonation pour reformer du c-C3H3+. C'est notamment le cas avec les cations HCO+, H3+ et H3O+.
c-C3H2 + HCO+ → c-C3H3+ + CO.
Il s'établit ainsi une sorte d'équilibre entre c-C3H3+ et c-C3H2, qui constitue une sorte de cul-de-sac de la chimie interstellaire du carbone. Cependant, dans les nuages interstellaires et les régions de photodissociation des nuages denses, les réactions avec C+ deviennent prédominantes et c-C3H2 est alors le point de départ de la formation de composés carbonés plus complexes.

## Astronomie
Le cyclopropénylidène a été détecté dans des nuages moléculaires, par exemple le nuage moléculaire du Taureau.
Le 27 octobre 2020 est annoncée la détection de cette molécule dans l'atmosphère de Titan. C'est la première détection de cette molécule en dehors d'un nuage moléculaire. C'est la seule molécule cyclique détectée sur Titan en dehors du benzène. Les molécules cycliques sont importantes car elles forment le squelette des nucléobases de l'ADN et de l'ARN.